# ニャロメロン
ニャロメロン（にゃろめろん、1988年10月3日 - ）は、日本の漫画家。

## 概要
Web漫画サイト『週刊メロンコリニスタ』管理人を務めている。
作品はシュールな4コマギャグ漫画が多く、実験的なメタ・ギャグを得意としている。

## 経歴
音楽家の両親(Jazz musician)の元に生まれる。弟と妹も音楽をやっており、姉はフランスにてデザイナーでをしている。。ニャロメロンとその家族全員は2023年に、大分県竹田市で行われた展覧会「The 坂本家」でコラボ共演している。
子供の時から絵が好きで、高校時代の2006年ごろにYouTubeを見てオタク文化に触れたことがきっかけで創作を始めた。当時はオタクに対しての否定的な風潮もあり、家族や周りには創作をしていることを隠していたという。そのため、漫画家になる際に周囲から驚かれたという。
大分大学在学中には漫画研究部で創作をする傍ら、人工知能の研究をしており、漠然とプログラマーに将来なると考えていた。就活の時期にリーマンショックがあり、就職に恐怖を感じていたという。その後、秋田書店から仕事の打診が来たことで漫画家になっている。漫画家になる直前に、自分を売り込むために東京進出することも考えていたが、仕事の依頼が立て込んだことや不便がないために大分の実家暮らしを続けている。
なお、最終学歴は大学院修士課程修了。そのまま博士課程に進学し、入学式では代表のスピーチまで行う。進学後は教授の片腕として研究を続け、アメリカの学会で発表するなどの研究を続けていたが、その年の夏、博士課程を休学。理由としてはそもそも博士課程に入ったのが就活を先延ばしするためであり辞めたい気持ちがあったのと、前述の秋田書店からの仕事の打診が合わさり、休学した流れでそのまま中退している。
2013年ごろに、TumblrとTwitterを連携しながら漫画をネット上で見てもらうスタイルを確立した。そのTumblrのサイトが週刊メロンコリニスタである。なお2016年ごろには、基本的にはTwitterに4コマ漫画を貼って読者に読んでもらい、一覧を見たい場合には週刊メロンコリニスタに来てもらうスタンスに変化している。
2013年冬に秋田書店のWEBマンガサイト『Champion タップ!』にて商業デビューを果たす。

## 人物・作風
4コマ漫画で最後にタイトルが来る独特のスタイルは、Pixivのコミュニティ「1時間で4コマ漫画を描く会」で出会った4コマ漫画仲間から勧められ採用したもの。5コマ目相当として、タイトルを付けている。「1時間で4コマ漫画を描く会」で鍛えられた結果、『ベルリンは鐘』連載当時4コマ漫画1本あたり1時間弱から1時間で書き上げている。
『週刊メロンコリニスタ』の登場人物は皆極度にシンプルかつパターン化された絵柄のものに統一されているが、『ベルリンの鐘』など紙媒体向け作品では、商業的な目線で連載であることを考慮してキャラクターを作っている。
2013年にインターネットスラングとして流行した「このあと滅茶苦茶セックスした」は彼のTwitterでの投稿が発祥である。

## 作品リスト

### 漫画作品

#### 連載
- バンバンドリドリ（『コロコロアニキ』2017年夏号 - 2021年春号[13]→『マンガワン』2021年3月15日[14] - 2022年8月22日） - 『BanG Dream!』を原作とする4コマ漫画。
- PSO2es ファンタシースターオンライン 2es ぎゅ。[15]（『PSO2es』プレイヤーズサイト内 2017年10月11日 - ） - 『ファンタシースターオンライン2 es』(PSO2es)を原作とする4コマ漫画。
- ベルリンは鐘（『Champion タップ!』2013年12月19日 - 2018年6月28日、『マンガクロス』2018年7月12日 - 2019年7月11日）
- ベルリンは鐘 ヤッホー！（『週刊少年チャンピオン』2016年40号 - 2019年12号）
- マウントセレブ金田さん（『別冊少年チャンピオン』2019年4月号[16] - 連載中）
- ドラゴン娘のどこでもないゾーン（キャラクターデザイン：さいとうなおき、『週刊コロコロコミック』2022年7月8日 - 連載中） - 『デュエル・マスターズ』を原作とする4コマ漫画[17]。

#### 読み切り
- ツカイマ（『週刊ヤングマガジン』2015年4・5合併号[18]）
- 出張メロンコリニスタ（『キングオブギャグ4コマ』2015年[19]） - アンソロジー寄稿作品。
- 『僕の心のヤバイやつ』のアンソロジー寄稿作品（原作：桜井のりお、『僕の心のヤバイやつ』3巻特装版付属小冊子、2020年[20]）
- 魔法少女フルハート（『マンガワン』2025年4月22日[21]）

### 書籍
- 『濃縮メロンコリニスタ』マイクロマガジン社〈マイクロマガジン☆コミックス〉、2014年5月30日[22][23]、ISBN 978-4-89637-458-2
- 『ベルリンは鐘』、秋田書店〈少年チャンピオン・コミックス・タップ〉2014年 - 2019年、全7巻
  1. 2014年12月10日発売[24][25]、ISBN 978-4-253-13081-3
  2. 2015年9月8日発売[26]、ISBN 978-4-253-13082-0
  3. 2016年9月8日発売[27]、ISBN 978-4-253-13083-7
  4. 2017年8月8日発売[28]、ISBN 978-4-253-13084-4
  5. 2018年8月8日発売[29]、ISBN 978-4-253-13078-3
  6. 2019年10月8日発売[30]、ISBN 978-4-253-13079-0
  7. 2019年10月8日発売[31]、ISBN 978-4-253-13080-6
- 『凝縮メロンコリニスタ』マイクロマガジン社〈マイクロマガジン☆コミックス〉、2015年12月25日発売[32][33]、ISBN 978-4-89637-546-6
- 『中学歴史がちゃっかり学べる ゆる4コマ教室』学研プラス、2018年7月13日発売[34]、ISBN 978-4-053-04752-6
- 『PSO2es ファンタシースターオンライン 2es ぎゅ。』、KADOKAWA〈電撃コミックスEX〉2019年、全1巻
- 『バンバンドリドリ』、小学館〈てんとう虫コミックス〉2020年 - 2022年、全4巻
- 『マウントセレブ金田さん』、秋田書店〈少年チャンピオン・コミックス〉2021年 - 2024年、既刊3巻
  1. 2021年8月6日発売[35][36]、ISBN 978-4-253-29241-2
  2. 2022年9月8日発売[37]、ISBN 978-4-253-29242-9
  3. 2024年9月6日発売[38]、ISBN 978-4-253-29243-6
- 『ドラゴン娘のどこでもないゾーン』、キャラクターデザイン：さいとうなおき、小学館〈てんとう虫コミックス〉2023年 - 、既刊4巻（2025年6月27日現在）
  1. 2023年4月28日発売[39]、ISBN 978-4-09-143601-6
  2. 2024年1月26日発売[40]、ISBN 978-4-09-143684-9
  3. 2024年10月28日発売[41]、ISBN 978-4-09-149793-2
  4. 2025年6月27日発売[42]、ISBN 978-4-09-154042-3

### その他
- SATORI『トゥー・マッチ・ラブ・ウィル・キル・ユー！』（2015年[43]）CDジャケット
- アソブンジャー『Jumble』（2018年[44]）CDジャケット

## 出演

### テレビ
- おっほ〜ゴッホみたいに言うな!!〜（2016年 - 2018年、TVQ九州放送） ※不定期出演ゲスト